# Brzeźnica Bychawska
Brzeźnica Bychawska – wieś w Polsce położona w województwie lubelskim, w powiecie lubartowskim, w gminie Niedźwiada.

## Położenie
Wieś stanowi sołectwo gminy Niedźwiada. W latach 1975–1998 miejscowość należała administracyjnie do województwa lubelskiego.
Brzeźnica Bychawska wchodzi w skład terytorialny gminy Niedźwiada. Wschodnią granicę wsi stanowi linia doliny rzeki Piskornica i grunty wsi Zabiele, od północy graniczy z gruntami wsi Brzeżnica Książęca, zachodnią granicę stanowi wieś i gmina Niedźwiada, natomiast od południa graniczy z Berejowem.

## Historia
Najstarsze wzmianki o Brzeźnicy będącej własnością szlachecką pochodzą z 1427 roku, kiedy jej właścicielami byli Przecław i Jan z Bychawy, stąd późniejszy drugi człon nazwy „Bychawska”. Od 1531 roku należała do parafii Ostrów. W 1563 roku nosiła nazwę Stara Brzeznicza lub Brzesnicza Stara. Od 1674 roku występuje pod nazwą Brzeźnica Bychawska.
W 1926 roku uczniowie ze szkoły podstawowej w Brzeźnicy zostali wpisani do Polskiej Deklaracji o Podziwie i Przyjaźni dla Stanów Zjednoczonych.
W 1928 roku według Książki adresowej Polski wieś posiadała m.in. własną cegielnię, cieślę, kowala, rzeźnika, szewca oraz wiatrak.
W 1956 roku w miejscowości została otwarta filia biblioteki publicznej w Niedźwiadzie.

## Demografia
Według Narodowego Spisu Powszechnego z roku 2011 wieś liczyła 523 mieszkańców.

## Oświata i nauka
We wsi znajduje się szkoła podstawowa im. Bohaterów Powstania Warszawskiego.

## Transport i komunikacja
Przez teren wsi przebiega linia kolejowa nr 30 Łuków – Lublin, drogi powiatowe DP 1553L i DP 1556L oraz trasa rowerowa „Doliną Wieprza i Leśnym Szlakiem”.
We wschodniej części miejscowości znajduje się przystanek kolejowy Brzeźnica Bychawska obsługiwany przez przewoźnika PolRegio.

## Religia

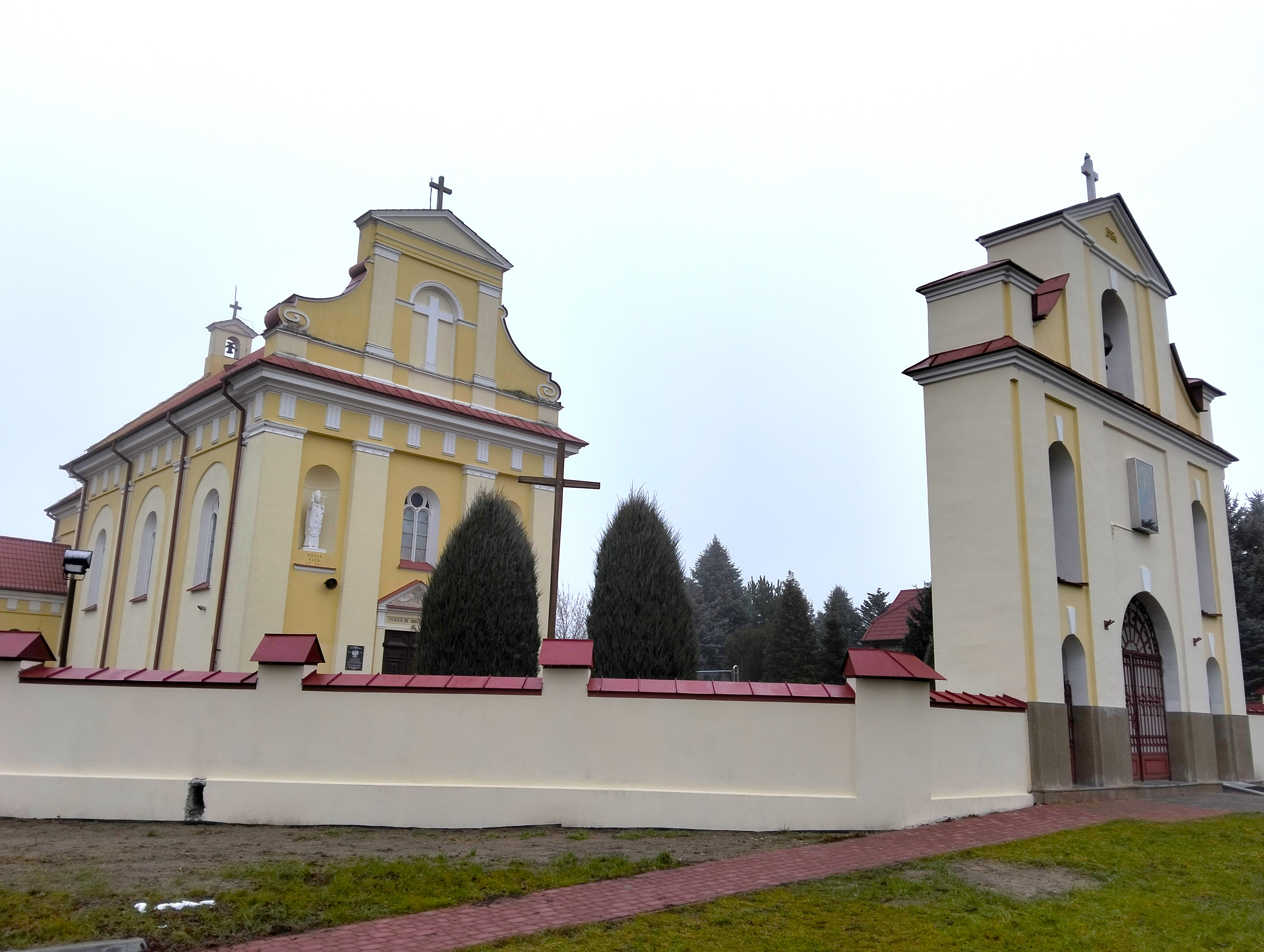
Kościół Najświętszej Maryi Panny Królowej Aniołów

Wierni Kościoła rzymskokatolickiego w Brzeźnicy należą do parafii Najświętszej Maryi Panny Królowej Aniołów, erygowanej 10 sierpnia 1919 roku przez biskupa Henryka Przeździeckiego. Wydzielono ją z terenu parafii Ostrów Lubelski. Dzięki ofiarności wiernych została uposażona w 17 mórg ziemi. Do 1925 roku wchodziła w skład diecezji podlaskiej.  
28 października 1925 roku na mocy bulli „Vixdum Poloniae unitas” została włączona do diecezji lubelskiej i dekanatu lubartowskiego. Archiwum parafii zawiera m.in. księgę wizytacji biskupich, dziekańskich i kronikę parafialną prowadzoną od 1949.  

## Muzeum Parafialne

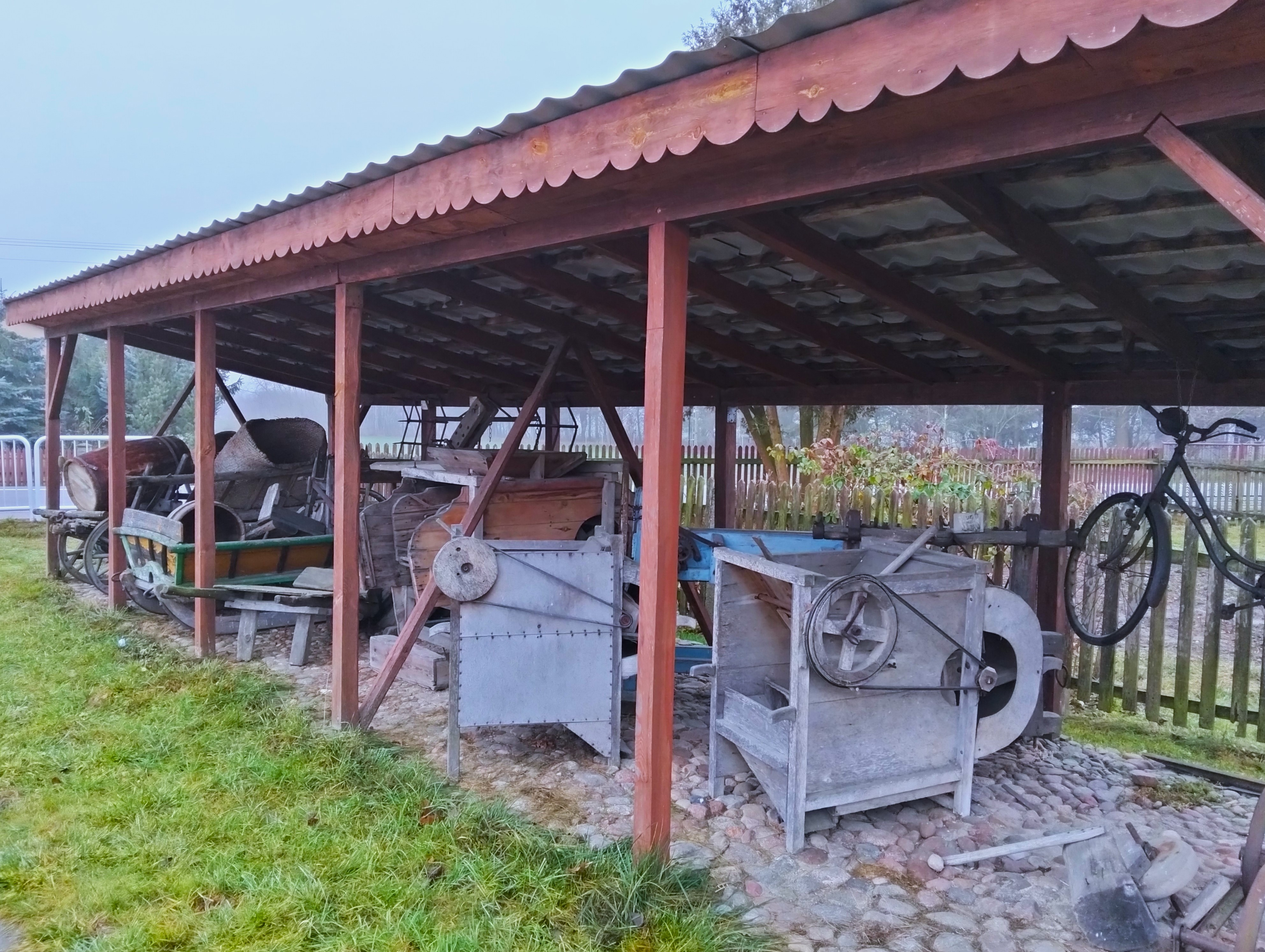
Wiata ekspozycyjna przy muzeum

Muzeum Parafialne im. ks. Jana Szczepańskiego zlokalizowane jest na otwartej przestrzeni przy kościele parafialnym. Powstało z inicjatywy Władysława Poździka – proboszcza i dziekana dekanatu czemiernickiego. Na miejsce sprowadzono spichlerz z Babianki i po remoncie umieszczono w nim przedmioty świeckie i religijne użytkowane przez ludność regionu lubartowskiego. Przed drzwiami wejściowymi oraz w osobnej wiacie zgromadzono ręczne narzędzia rolnicze (m.in. kosy, sierpy i części uprzęży) oraz obrazy o treści religijnej. Przedmioty pochodzą od lokalnych parafian. Muzeum zlokalizowano w pobliżu dróżek różańcowych. 

## Osoby związane z Brzeźnicą Bychawską
W Brzeźnicy Bychawskiej urodziła się  10 stycznia 1917 Genowefa Osiejowa-Cergowska z domu Osior "Pszeniczna" (zm. 1984) – polska działaczka ruchu ludowego, członek Krajowej Rady Narodowej (1946–1947), ekonomistka, działaczka Związku Młodzieży Wiejskiej, przewodnicząca Ludowego Związku Kobiet w Okręgu Lubelskim, członkini Komendy Batalionów Chłopskich oraz Rady Naczelnej Polskiego Stronnictwa Ludowego. W 1945 r. była członkiem Krajowej Rady Narodowej. W styczniu 1947 była obserwatorem podczas wyborów do Sejmu Ustawodawczego. W latach 1953–1954 więziona bez sądu za okupacyjną działalność konspiracyjną.